# Halavarthy, Davanagere
Halavarthy là một làng thuộc tehsil Davanagere, huyện Davanagere, bang Karnataka, Ấn Độ.